# Festival delle Fiandre

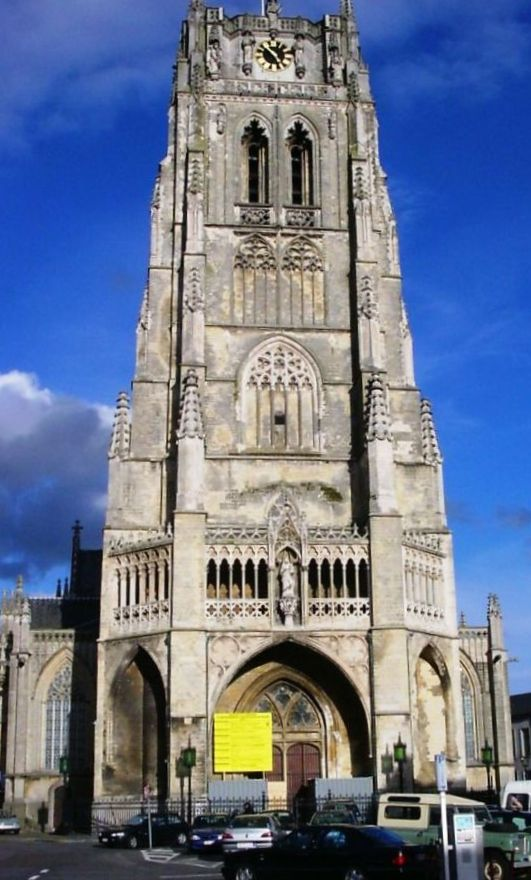
Basilica di Tongeren

Il Festival delle Fiandre (Olandese: Festival van Vlaanderen) è un evento musicale annuale in diverse località delle Fiandre. Inizialmente iniziò come un "Festival estivo", ma ora le sue attività si sono estese da gennaio a maggio, con un picco a fine estate e inizio autunno.

## Storia
Il Festival delle Fiandre ha le sue radici a Tongeren, nella provincia di Limburgo, dove Jan Briers organizzò i concerti-Basilica dal 1958 nella basilica di Tongeren. All'inizio si suonava musica corale di ispirazione religiosa, ma presto si estese ad altra musica classica, alla musica strumentale e in altre località. Spesso vengono utilizzati siti storici come abbazie e castelli, con un trasferimento occasionale a Maastricht.
Come in altre città fiamminghe (classiche) si sono tenuti anche concerti estivi, nel 1972 hanno unito le forze e creato il più completo "Festival delle Fiandre".
L'organizzazione è stata attivamente sostenuta dalla "autonomia culturale" fiamminga recentemente emancipata. Soprattutto a Bruxelles hanno voluto mostrare una "seria" cultura fiamminga. In parte per questo hanno potuto portare prestigiose orchestre e grandi nomi nelle Fiandre. Allo stesso tempo tutto ciò ha conferito al festival un carattere un po' elitario.
Negli anni '90 iniziarono a vedere la creazione di questa immagine unilaterale e quindi il programma fu ampliato per inserire la musica contemporanea, la sound art, il jazz, la musica per organo, il teatro musicale, andando oltre nelle arti visive, nel cinema, nella danza.

## Diffusione
Il Festival delle Fiandre è composto da vari festival sparsi in diverse città e province fiamminghe:
- Anversa:
  - Laus Polyphoniae:  Laus Polyphoniae 08: Ars Cantus, su amuz.be.
- Bruges:
  - MAfestival Brugge:  MAfestival Brugge - Early Music in Bruges, su mafestival.be.
- Bruxelles:
  - KlaraFestival/The European Galas/Living Room Music/MusMA/Dorp op stap/Festival on Tour  Klarafestival, su festivalbrxl.be. URL consultato il 17 novembre 2018 (archiviato dall'url originale il 22 novembre 2015).
- Gand:
  - Gent Festival van Vlaanderen  Gent Festival van Vlaanderen, su festivalgent.be. URL consultato il 17 novembre 2018 (archiviato dall'url originale il 10 dicembre 2010).
- Kortrijk:
  - Happy New Festival van Vlaanderen  Happy New Festival van Vlaanderen in Kortrijk, su onserfdeel.be.
- Limburgo:
  - Basilica Festival van Vlaanderen  Basilica Festival van Vlaanderen, su uitinvlaanderen.be.
- Mechelen:
  - Mechelen hoort stemmen/Festival+/Festival Kempen  Festival van Vlaanderen, su festivalmechelen.be.
- Provincia del Brabante Fiammingo:
  - Festival 20/21  De klassiekers van de toekomst, su festival2021.be.
  - Transit  The sound of tomorrow, su festival2021.be.